# Louis Deffès

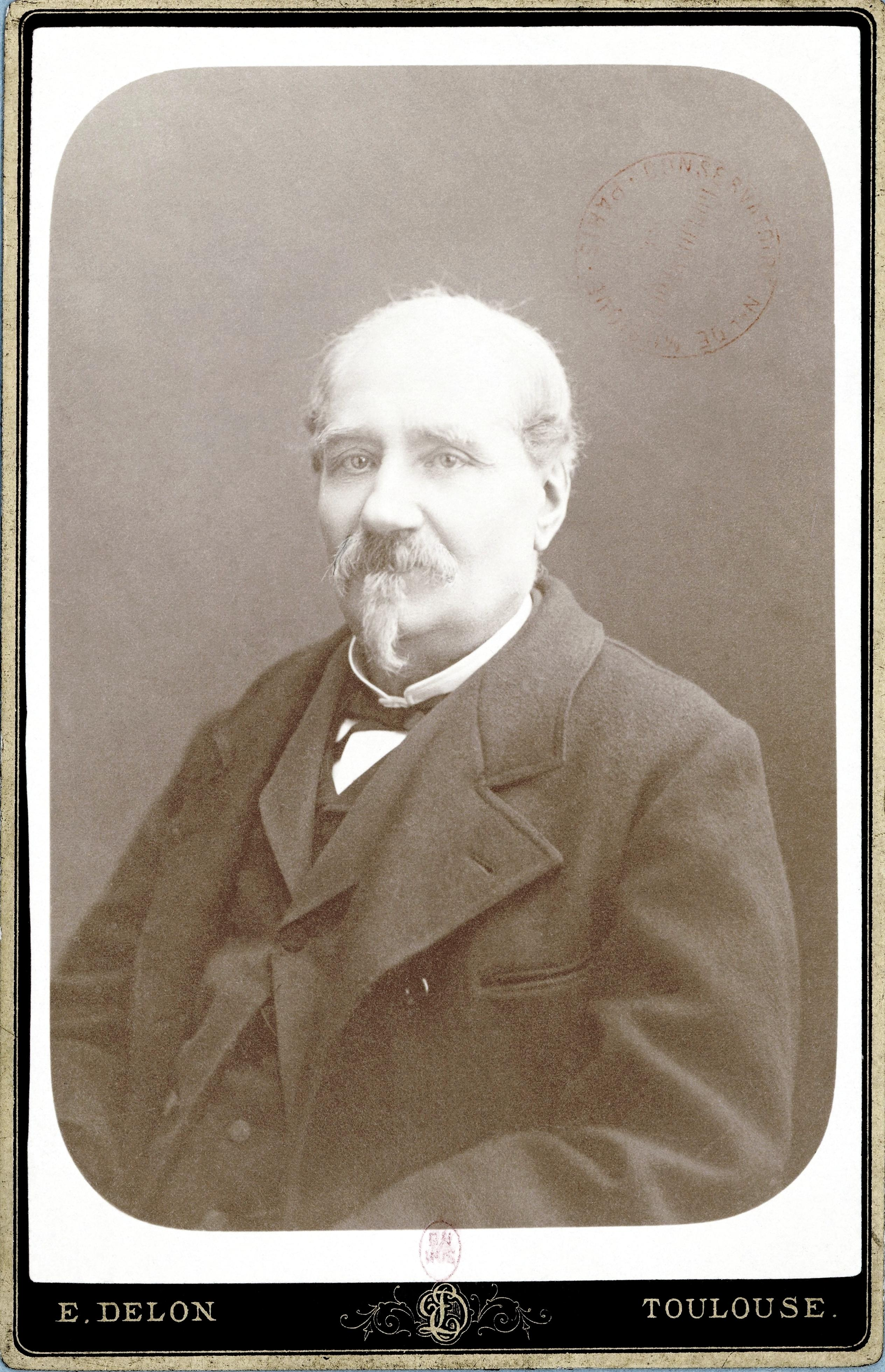
Louis Deffès, 1890

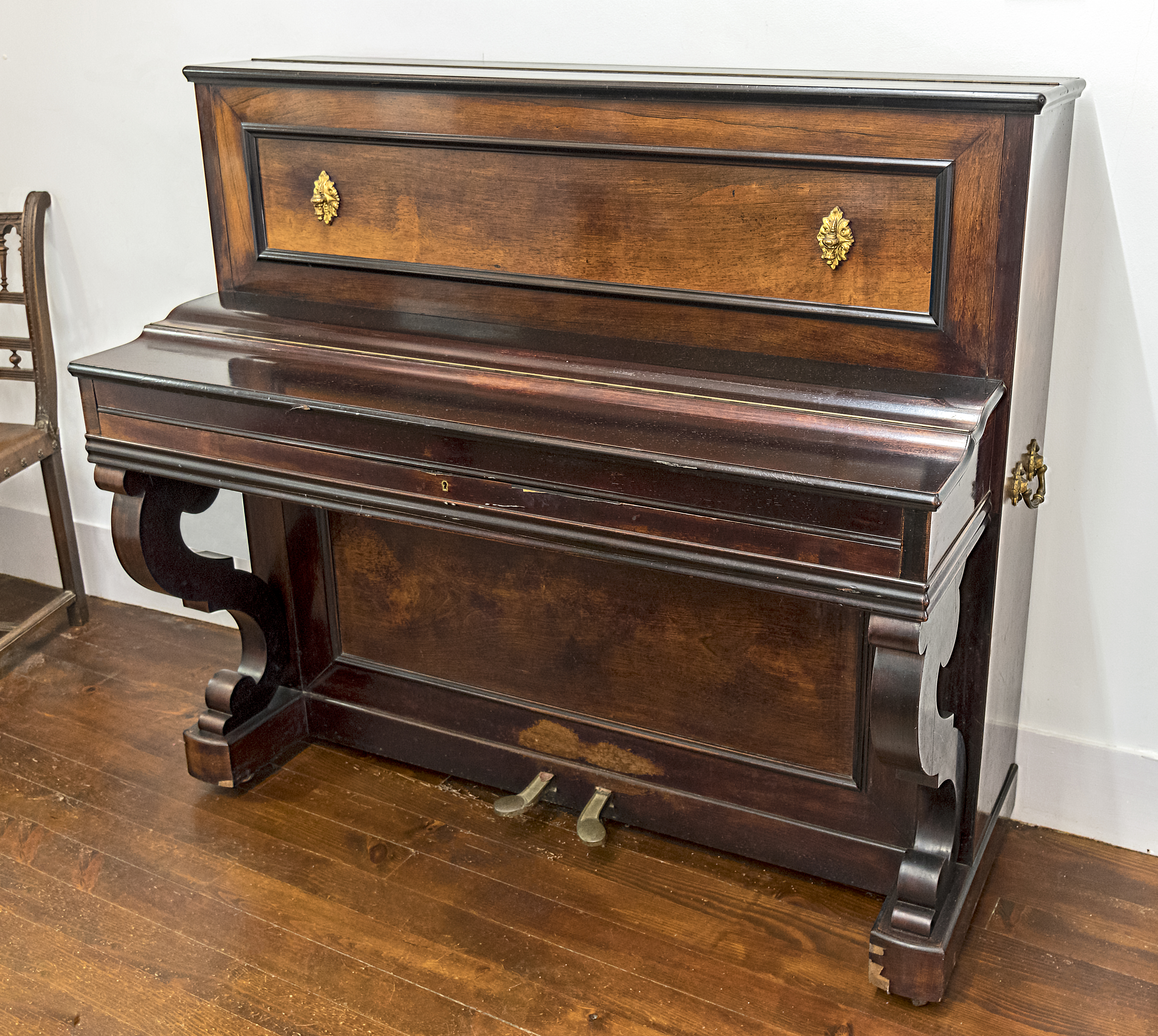
Klavier von Louis Deffes im Musée du Vieux Toulouse

Pierre-Louis Deffès (* 25. Juli 1819 in Toulouse; † 28. Mai 1900 ebenda) war ein französischer Komponist und Musikpädagoge.
Deffès wurde 1839 ins Conservatoire de Paris aufgenommen, wo er bei Théodore Mozin Klavier, bei François Bazin Harmonielehre, bei Auguste Barbereau Kontrapunkt und Fuge sowie bei Fromental Halévy und Henri Montan Berton Komposition studierte. 1844 komponierte er La Toulousaine. Das Stück erlangte große Popularität und wurde zur Hymne seiner Heimatstadt. 1847 erhielt er mit der Komposition Les Charmes de la Paix den zweiten Preis beim Concours de Chants Historiques, im gleichen Jahr mit der Kantate L’Ange et Tobie nach einem Gedicht von Léon Halévy den Grand Prix de Rome.

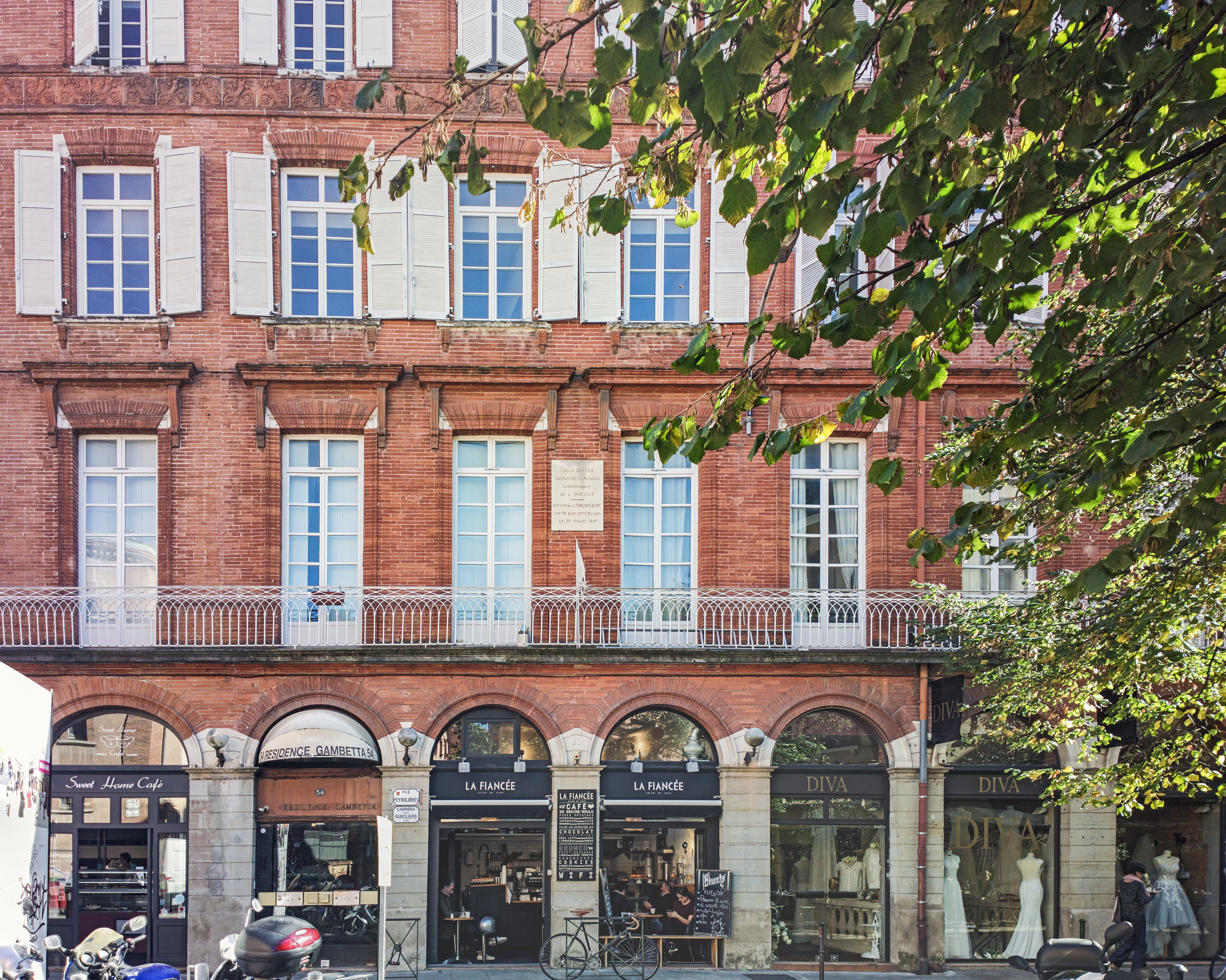
Geburtsort von Louis Deffes in Toulouse.

Während seines mit dem Preis verbundenen Romaufenthaltes komponierte er seine Messe solennelle, die 1850 uraufgeführt wurde. 1857 folgte eine Aufführung mit 500 Mitwirkenden an der Kirche Notre Dame de Paris. 1855 wurde L’Anneau d’argent, die erste seiner zwanzig durchweg erfolgreichen Opern, an der Opéra-Comique uraufgeführt.
Durch den Deutsch-Französischen Krieg wurde die Folge der Aufführungen seiner Opern unterbrochen, und es entstanden Kompositionen wie der Marche funèbre, die Motet Gaude floris, eine Messe brève à trois voix und das Lied La Phrygienne für Chor und Klavier.
Mit Le Trompette de Chamboran kehrte Deffès 1877 auf die Opernbühne zurück. Seine sinfonische Ouvertüre Un Triomphe à Rome wurde bei der Weltausstellung 1878 aufgeführt. Eine neue Messe Deffès’ wurde 1879 an der Kathedrale Saint-Etienne in Toulouse aufgeführt. Hier wurde er 1883 der Nachfolger von Paul Mériel als Leiter des Conservatoire de Toulouse. Er hatte die Stelle bis zu seinem Tode inne, sein Nachfolger wurde Bernard Crocé-Spinelli.
Deffès war seit deren Gründung 1843 Mitglied der Association des Artistes Musiciens und gehörte deren Zentralkomitee an, er war auch Gründungsmitglied der Société des Compositeurs de musique (1863). 1884 wurde er korrespondierendes Mitglied der Sektion Komposition der Académie des Beaux-Arts. Er wurde als Ritter der Ehrenlegion ausgezeichnet.

## Werke
- Virginie, Opernfragment, 1848
- L’Anneau d’argent, komische Oper in einem Akt (Libretto: Jules Barbier, Léon Battu), UA 1855
- La Clef des champs, komische Oper in einem Akt (Libretto: Henri Boisseaux), UA 1857
- Broscovano, komische Oper in zwei Akten (Libretto: Eugène Scribe, Henri Boisseaux), UA 1859
- Les Violons du Roi, komische Oper in drei Akten, UA 1859
- Le Café du roi, komische Oper in einem Akt (Libretto: Henri Meilhac), UA 1861
- Les Bourguignonnes, komische Oper in einem Akt (Libretto: Henri Meilhac), UA 1862
- Une Boîte à surprise, komische Oper in einem Akt (Libretto: A. P. Deforges, Laurencin), UA 1864
- Passé Minuit, Vaudeville in einem Akt (Libretto: Lockroy, Auguste Anicet-Bourgeois), UA 1864
- Valse et menuet, komische Oper (Libretto: Jules Adenis, Joseph Méry), UA 1865
- Le Fantôme du Rhin, komische Oper in einem Akt (Libretto: Jules Adenis, Joseph Méry), UA 1866
- La Comédie en voyage, komische Oper in einem Akt (Libretto: Jules Adenis, Joseph Méry), UA 1867
- Riquet à la Houppe (Libretto: Jean Duboys, Alfred Blan), 1868
- Les Croqueuses de pommes Operette in fünf Akten (Libretto: Eugène Grangé, Emile Abraham), UA 1868
- Petite Bonhomme vit encore, UA 1868
- La Trompette de Chamboran, komische Oper (Libretto: Adolphe de Leuven, Jules Adenis), UA 1877
- Cigale et Bourdon, Operette in einem Akt, UA 1878
- Un Triomphe à Rome, sinfonische Ouvertüre, UA 1878
- Les Noces de Fernande, komische Oper (Libretto: Victorien Sardou, Émile de Najac), UA 1878
- Jessica (Le Marchand de Venise, Shylock oder La Fille de Shylock), Oper in fünf Akten (Libretto von Jules Adenis nach Shakespeare), UA 1898